# کووناچیسکا
کووناچیسکا (به لهستانی:  Kownaciska) یک منطقهٔ مسکونی در لهستان است که در گمینا سوخوژبره واقع شده‌است.